# María Elena Guerra
María Elena Guerra (Caracas, 11 de noviembre de 1953) es una odontóloga venezolana, especialista en Odontología Infantil y Doctora en Ciencias Mención Salud Bucal Materno Infantil. Adicionalmente, es profesora titular de la Universidad Central de Venezuela (UCV), cuya línea  de investigación se desarrolla en el área de Lactancia Materna y VIH/SIDA en niños.

## Actividad académica y gerencial
Durante su trayectoria académica ha sido profesora titular adscrita al Centro de Atención a Pacientes con Enfermedades Infectocontagiosas "Dra. Elsa La Corte" (CAPEI/UCV), docente investigador para la consulta pediátrica en enfermedades infecciosas del Hospital Clínico Universitario (2000-2013), docente de la Cátedra de Odontología Pediátrica (1987-1999), profesora invitada de la Universidad de Puerto Rico (2007), profesora invitada del Postgrado de Atención al Niño y el Adolescente de la Universidad Santa María (2000) y profesora del Diplomado en Edad Temprana de la Universidad Metropolitana (2004). 
En el ámbito gerencial ha sido Coordinadora de Investigación de la Facultad de Odontología de la Universidad Central de Venezuela (2011-2013), Jefa de la Unidad Clínica de Investigación del Instituto de Investigaciones Odontológicas Raúl Vicentelli (2009-2011), coordinadora del Programa de Salud Bucal el binomio Madre e Hij@ VIH/SIDA del CAPEI/UCV, del Programa de Atención Odontológica a Niños VIH(+) (1999-2013) y de la pasantía del Postgrado de Odontología Infantil en la atención de pacientes pediátricos con enfermedades infectocontagiosas de la mencionada Facultad (1998-2013). También ha fungido como miembro de la Comisión de Integración Ucevista con Discapacidades (2001-2004), de la Comisión de Biblioteca de la Facultad de Odontología-UCV /2006), del Comité Editorial de la Revista Latinoamericana de Odontopediatría (2009-2013), de la Comisión de Ética (2002-2004) y del Tribunal Disciplinario (2004-2008) de la Sociedad Venezolana de Ortopedia Funcional de la Maxilares; Presidenta de la Sociedad Venezolana de Odontopediatría (2007-2009) y de la Sociedad Latinoamericana de Odontopediatría (2006-2008); representante odontológico en la Comisión Nacional de Lactancia Materna (CONALAMA, 1996-2013); Secretaria de Capacitación del Colegio de Odontólogod de Venezuela (1991-1993) y Presidenta de la Sociadad Venezolana de Ortopedia Funcional de los Maxilares (1989-1991).
Ha publicado más 47 trabajos científicos en libros y revistas nacionales e internaciones especializadas en Salud Bucal Materna Infantil y VIH/SIDA, entre las cuales se pueden reseñar: 
Artículos en revistas:
- Relación entre el período de Lactancia Materna y Maloclusiones. Rev. Odontopediatría Latinoamericana. 2012; 2(2):9-16.[2]
- Alternativas de atención odontológica en niños y adolescentes con discapacidad intelectual. Rev. Odontopediatría Latinoamericana. 2012; 2(2):40-51.[3]
- Enfermedad periodontal en mujeres VIH/SIDA. Acta Odontológica Venezolana Vol. 51; No.1; 2013 INDEX Dental Literatura (ADA and Nacional Library of Medicine USA) y en BIREME-Biblioteca Regional de Medicina del Centro Latinoamericano y del Caribe de Información de Ciencias de la Salud. (Brasil)[4]
- Manejo de Accidente Laboral por el Personal de Salud. Revista Venezuela Odontológica. 2012, 61.
- Relación entre Lactancia materna y desarrollo Dento; Buco; Maxilo; facial: Revisión de la Literatura. INTERNET Revista Latinoamericana de Ortodoncia y Odontopediatría 2012.[5]
- Adiestramiento en bioseguridad a un grupo de odontólogos venezolanos: impacto sobre sus prácticas de salud y seguridad laboral. Revista Salud de los Trabajadores. 2011; 19(1).[6]
- Información sobre salud bucal a embarazadas en la consulta prenatal del Ambulatorio Docente del Hospital Universitario de Caracas. Acta Odontológica Venezolana. 2011; 49(2). INDEX Dental Literatura (ADA and Nacional Library of Medicine USA) y en BIREME-Biblioteca Regional de Medicina del Centro Latinoamericano y del Caribe de Información de Ciencias de la Salud. (Brasil).[7]
- Prevalencia de caries en el primer molar permanente en niños VIH(+) y VIH(-). Acta Odontológica Venezolana. 2013; 51(1). INDEX Dental Literatura (ADA and Nacional Library of Medicine USA) y en BIREME-Biblioteca Regional de Medicina del Centro Latinoamericano y del Caribe de Información de Ciencias de la Salud. (Brasil).[8]
- Prevalencia y distribución de la agenesia dental en pacientes pediátricos del Área Metropolitana de Caracas –Venezuela. Acta Odontológica Venezolana. 2012; 50(3). INDEX Dental Literatura (ADA and Nacional Library of Medicine USA) y en BIREME-Biblioteca Regional de Medicina del Centro Latinoamericano y del Caribe de Información de Ciencias de la Salud. (Brasil).[9]
- Experiencia de Caries Dental en Dentición Primaria de Niños VIH/SIDA. INTERNET Revista Latinoamericana de Ortodoncia y Odontopediatría 2004.[10]
- Tratamiento odontológico de niños VIH (+) bajo anestesia general. Acta Odontológica Venezolana. 2003; 41(1). INDEX Dental Literatura (ADA and Nacional Library of Medicine USA) y en BIREME-Biblioteca Regional de Medicina del Centro Latinoamericano y del Caribe de Información de Ciencias de la Salud. (Brasil)[11]
- Programa de odontología preventiva dirigido a bebés VIH(+) y verticalmente expuestos. Acta Odontológica Venezolana. 2004; 42(3). INDEX Dental Literatura (ADA and Nacional Library of Medicine USA) y en BIREME-Biblioteca Regional de Medicina del Centro Latinoamericano y del Caribe de Información de Ciencias de la Salud. (Brasil)[12]

- Estudio retrospectivo en niños VIH/SIDA con enfermedad periodontal en el período 1999- 2004. Acta Odontológica Venezolana. 2006; 44(2). INDEX Dental Literatura (ADA and Nacional Library of Medicine USA) y en BIREME-Biblioteca Regional de Medicina del Centro Latinoamericano y del Caribe de Información de Ciencias de la Salud. (Brasil)[13]

Artículos en libros:
- Conceptos Básicos en Odontología Pediátrica. Cátedra de Odontología Pediátrica. Universidad Central de Venezuela; Hendiduras de Labio y Paladar; Capítulo 16, pp. 549-574. Editorial DISILIMED C.A. Caracas 1996.
- Trabajando con los más jóvenes del planeta Capítulo La boca como vínculo primario de afecto, defensa, aprendizaje y conocimiento. Editorial Larense 2005 en alianza con la Universidad Metropolitana.
- Guía de estudio Desarrollo de las funciones sensitivas y motoras del hombres para la asignatura histología y embriología bucal 1er año de odontología. 2006.
- Colección Razetti Volmen II. Capítulo 1: Programa de odontología Preventiva dirigido a bebés VIH(+) y verticalmente expuestos.120 - 129. Editorial ATEPROCA CA. Caracas, noviembre de 2006.

## Reconocimientos
A lo largo de su trayectoria académica como investigadora ha sido galardonada con una serie de distinciones, entre las cuales se puede mencionar: 
- Premio Raúl Vicentelli en el área de Odontopediatría al trabajo Lactancia materna y Hábitos de Succión y Deglución VI Congreso de Investigación Odontológica Maracaibo, estado Zulia, Venezuela noviembre de 2006.
- Premio al Mejor Trabajo Daniela Chapard XII. Congreso de la Asociación Panamericana de Infectología y la Sociedad Venezolana de Infectología. Caracas, 15 al 18 de mayo de 2005.
- Primer premio poster renglón investigación, Atención Odontológica al niño VIH(+) III. Jornadas Odontológicas Internacionales de la Isla de Margarita. Porlamar, julio de 2001.
- Mención Honorífica al poster: Importancia del Amamantamiento para la Salud del Individuo desde el punto de vista nutricional, psicológico, inmunológico y desarrollo armónico de los maxilares. III Congreso Metropolitano y del Caribe. Caracas, mayo de 2001.